# Semaeopus enodiflexa
Semaeopus enodiflexa là một loài bướm đêm trong họ Geometridae.